# Nürnberger Lebkuchen

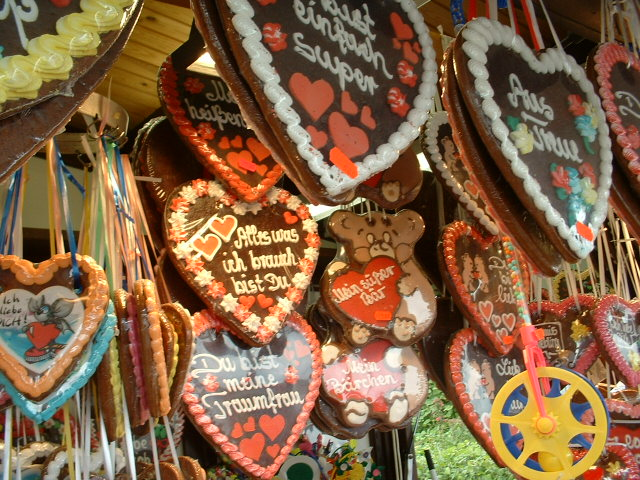
Lebkuchen en forme de cœur décorés de façon non traditionnelle.

Le Nürnberger Lebkuchen est un pain d'épices traditionnel allemand que l'on peut se procurer dans les marchés durant le temps des fêtes (et toute l'année, à Nuremberg, où il est fabriqué). Le Lebkuchen aurait été inventé par des moines en Franconie, au XIIIe siècle. On trouve dès le XIVe siècle à Nuremberg et à Ulm des boulangers qui produisent ce type de pâtisserie. 

## Étymologie
L'étymologie du mot Lebkuchen est incertaine. On a proposé que Lebkuchen viendrait des dérivations du latin libum (pain plat) et du mot allemand Laib (pain). L'étymologie populaire associe souvent Lebkuchen aux mots Leben (vie), Leib (corps), ou Leibspeise (nourriture préférée).

## Présentation
Nuremberg est aujourd'hui l'exportateur majeur des Nürnberger Lebkuchen, qui se vend à profusion durant les marchés de Noël. Historiquement, et en raison des différents ingrédients, le Lebkuchen est également connu sous le nom de Honigkuchen (gâteau au miel) ou de Pfefferkuchen (gâteau au poivre).
En général, on se procure des Lebkuchen sous leur forme la plus commune : ronds, sucrés et épicés. Plusieurs gammes de Lebkuchen existent. Si on achète le plus souvent le Lebkuchen le plus simple et le moins cher, les Lebkuchen sont parfois emballés dans des boîtes (Dose) et des coffres richement décorés (Kassette ou Truhe), devenus l'objet de collections nostalgiques. 
Parmi les ingrédients du Lebkuchen, on retrouve généralement du miel et des épices telles que l'anis, la coriandre, le clou de girofle, le gingembre, le cardamome, le poivre de la Jamaïque, ainsi que des noix, incluant les amandes, les noisettes et des fruits confits. Les proportions des ingrédients et le type de noix déterminent souvent la valeur du Lebkuchen. Pour accroître la pâte, du carbonate d'ammonium et de la potasse sont fréquemment utilisés. On place habituellement le Lebkuchen sur une hostie (appelé Oblaten qui a donné l'oublie); une idée des moines pour empêcher la pâte de coller. Les Lebkuchen sont généralement glacés ou recouverts de chocolat, et parfois laissés sans artifice.
Le précurseur de l'actuel Lebkuchen se nommait alors le « gâteau de miel », et son histoire remonte jusqu'aux Égyptiens, Grecs et Romains. Ceux-ci croyaient que le miel, le seul édulcorant qu'ils aient en quantité appréciable à leur disposition, était un don des divinités et qu'il possédait des pouvoirs de guérison. Les gâteaux au miel étaient alors aussi portés comme des talismans, au combat ou pour se protéger des mauvais esprits.
Depuis 1808, une variété de Lebkuchen haut de gamme (sans farine) est apparue à Nuremberg et a été baptisée Elisenlebkuchen, possiblement selon le nom (Élise) de la fille d'un boulanger de pains d'épices, ou de la femme d'un margrave. Depuis 1996, le Nürnberger Lebkuchen est un produit d'appellation d'origine contrôlée, Geschützte geographische Angabe (GGA) en allemand, et doit être produit à l'intérieur des limites de la ville de Nuremberg.
La corporation des fabricants de Lebkucken est fondée en 1643.